# Бэтмен в кино
Экранизации комиксов о Бэтмене появились ещё в 1940-х годах, это телесериалы и кинофильмы Великобритании и США, которые остаются популярными и по сей день.

## «Бэтмен» (1943)

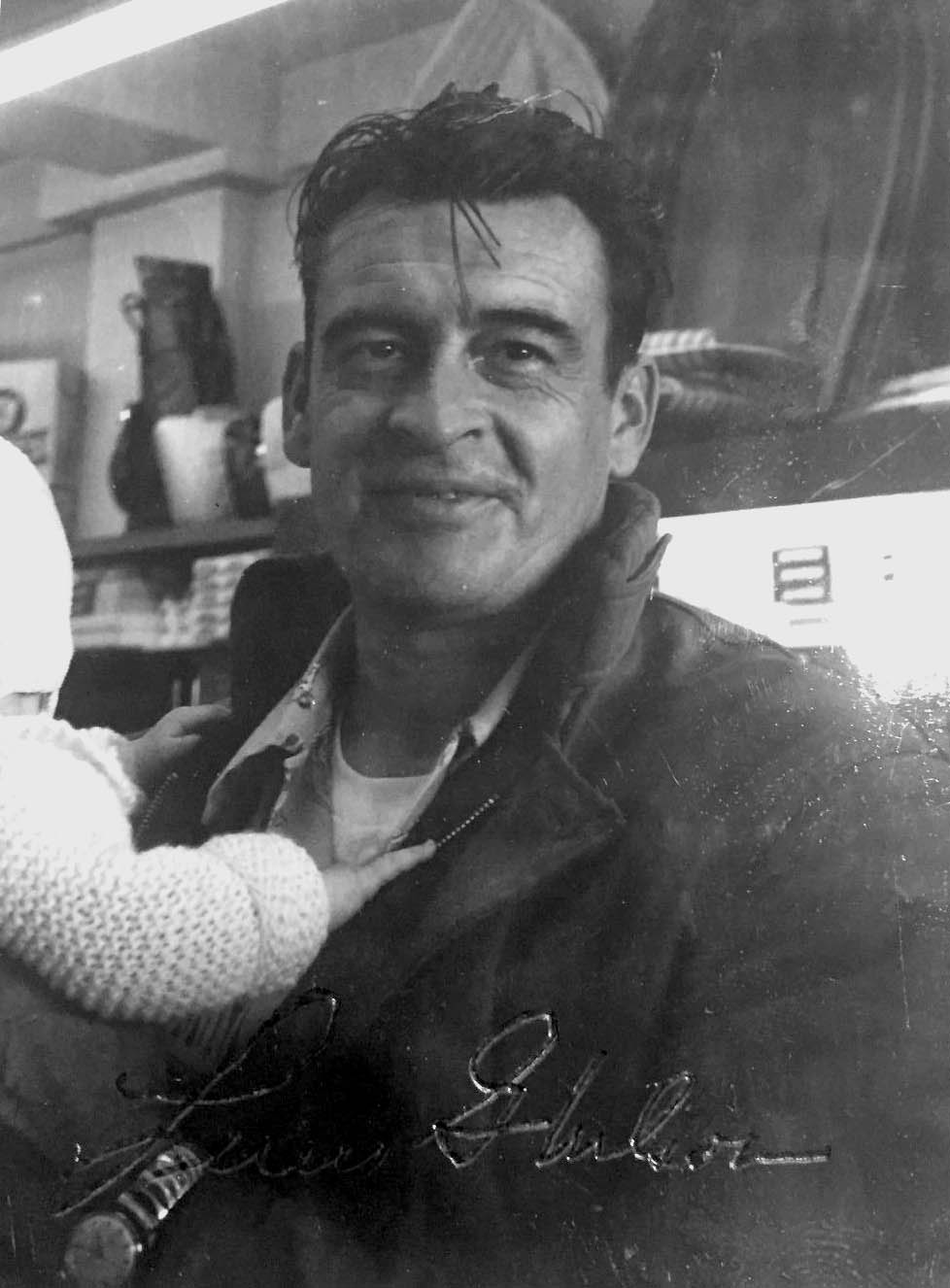
Льюис Уилсон сыграл Бэтмена в первом фильме с участием персонажа в киносериале 1943 года «Бэтмен»

Киносериал, 15 серий. Режиссёр — Ламберт Хилльер. Бэтмен — Льюис Уилсон.

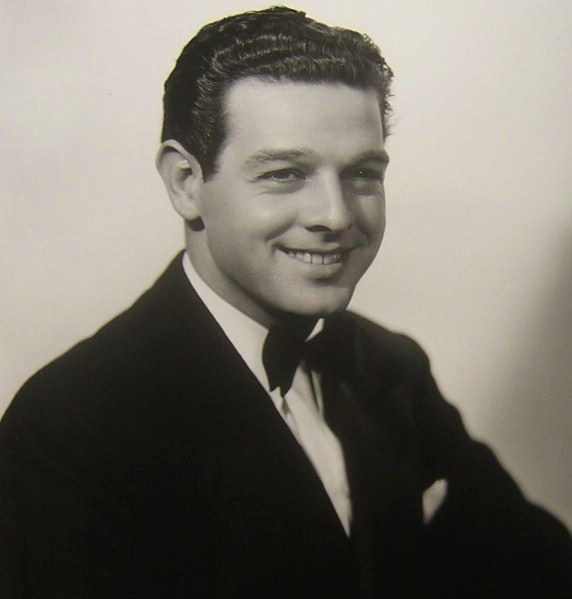
Роберт Лоури сыграл Бэтмена во втором фильме с участием персонажа в киносериале 1949 года «Бэтмен и Робин»

## «Бэтмен и Робин» (1949)
Киносериал, 15 серий. Является продолжением сериала «Бэтмен». В роли Бэтмена Роберт Лори и Джонни Дункан в роли Робина. Режиссёр — Спенсер Гордон Беннет.

## «Бэтмен» (1966)

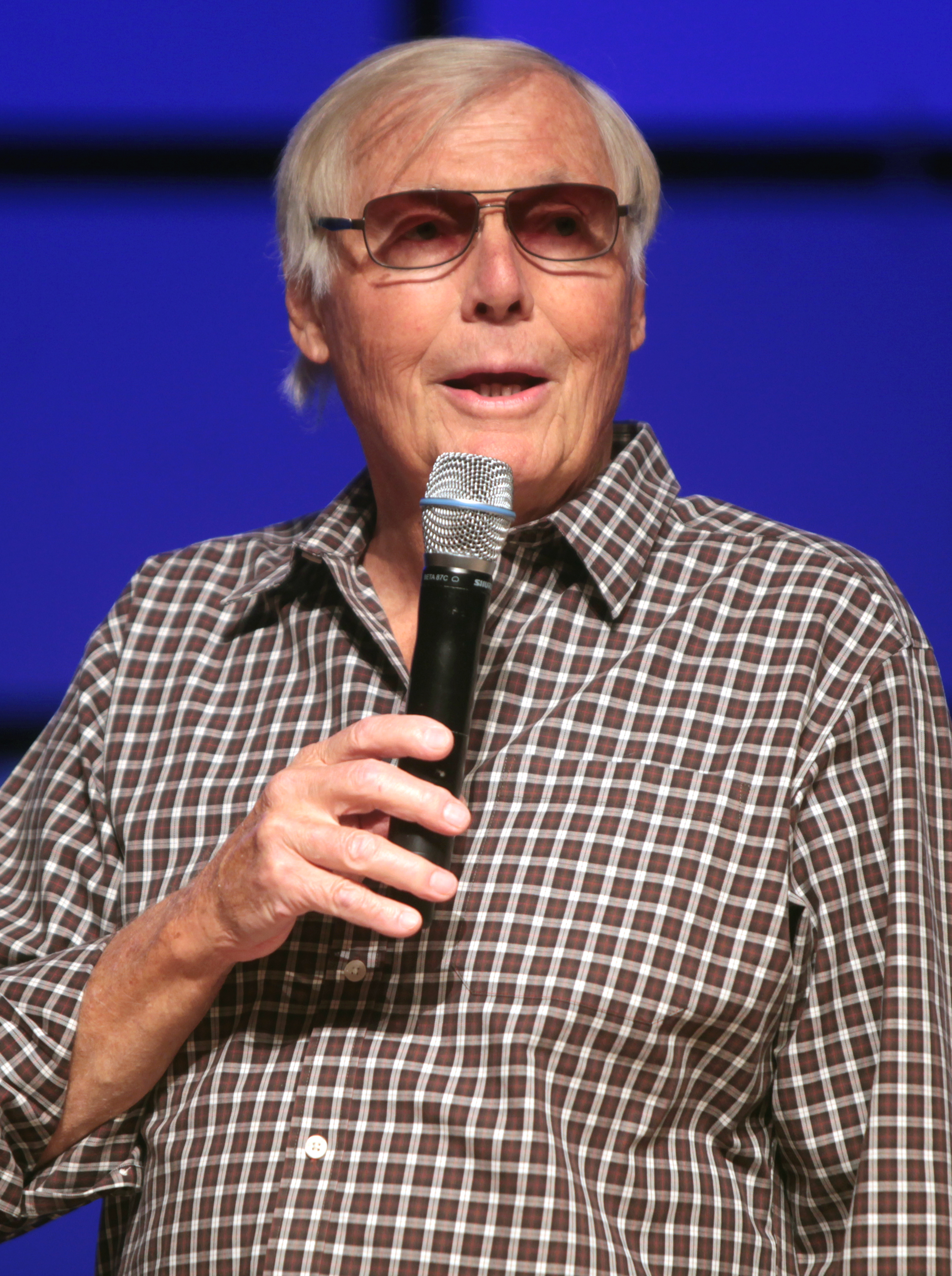
Адам Уэст сыграл первую телевизионную версию «Бэтмена» в сериале «Бэтмен» 1966—1968 годов, а также одноименный фильм 1966 года.

Фильм, являющийся продолжением сериала 1966 года. Режиссёр — Лесли Х. Мартинсон. Бэтмен — Адам Уэст.

## Серия Тима Бёртона и Джоэла Шумахера (1989—1997)

Майкл Китон в роли Бэтмена

### «Бэтмен» (1989)
В 1989 году вышел фильм Бэтмен, снятый Тимом Бёртоном. Роль Бэтмена исполнил Майкл Китон, а роль Джокера — Джек Николсон. Фильм получил восторженные отклики фанатов и критиков, при бюджете в $48 млн он собрал $411 млн в прокате, став самым прибыльным фильмом по комиксам DC, оставаясь таковым до 2008 года.

### «Бэтмен возвращается» (1992)
В 1992 году вышел сиквел, где Бэтмена вновь сыграл Китон. Сборы составили 266 миллионов долларов.

### «Бэтмен навсегда» (1995)

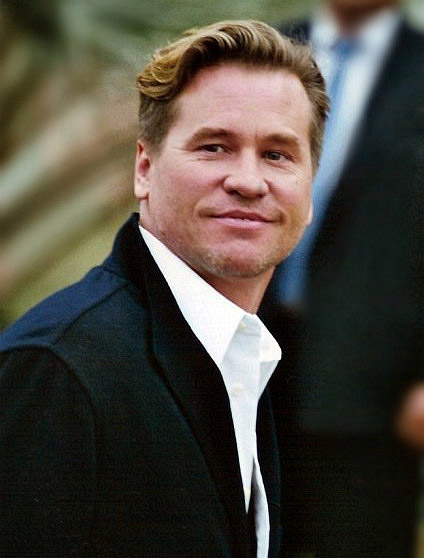
Вэл Килмер изобразил Бэтмена в «Бэтмене навсегда» (1995)

В третьем фильме «Бэтмен навсегда» (1995) Китона заменил Вэл Килмер, а режиссёром стал Джоэл Шумахер (Бёртон остался продюсером). Сборы составили 336 млн.

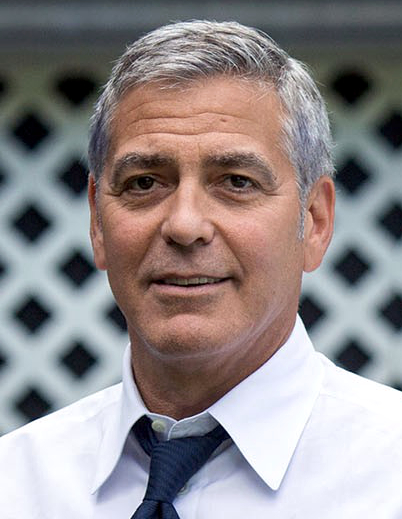
Джордж Клуни взял на себя роль Бэтмена в критически провальном «Бэтмене и Робине» (1997).

### «Бэтмен и Робин» (1997)
Четвёртый фильм «Бэтмен и Робин» (1997) с Джорджем Клуни в роли Бэтмена оказался неуспешен, собрав в прокате меньше своего предшественника (238 млн) и получив разгромные рецензии.

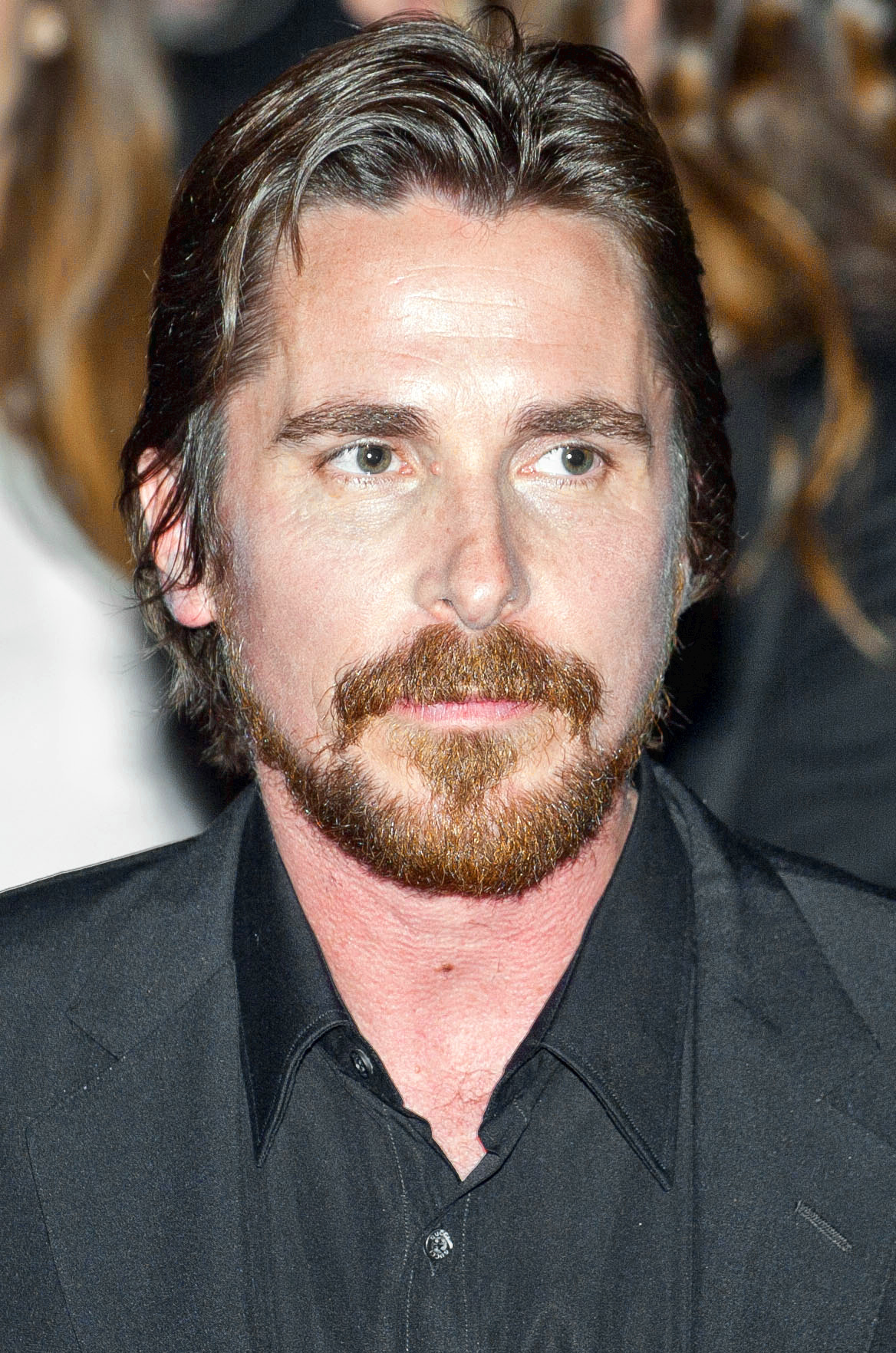
По словам Кристофера Нолана, Кристиан Бэйл (который изобразил Бэтмена с 2005—2012 годов) имел «именно тот баланс тьмы и света, который мы искали».

## Трилогия «Тёмный рыцарь» (2005—2012)

### «Бэтмен: Начало»
В 2005 году вышел фильм-перезапуск «Бэтмен: Начало», снятый Кристофером Ноланом. В роли Бэтмена снялся англичанин Кристиан Бейл. Фильм был снят с уклоном в нуар и больший реализм. Сюжет подробно объяснял причины становления Бэтмена, как он получил свой костюм и как Джеймс Гордон (Гэри Олдмен) стал его союзником. Среди главных героев имеется оригинальный персонаж — Рейчел Доуз (Кэти Холмс), возлюбленная Бэтмена. Фильм собрал 371 миллион долларов в прокате и получил хвалебные отзывы критиков.

### «Тёмный рыцарь»
В 2008 году вышел сиквел фильма «Бэтмен: Начало», который собрал миллиард долларов и получил самые высокие отзывы за всю серию. Роль Бэтмена также исполнил Кристиан Бейл, а роль главного антагониста фильма Джокера — Хит Леджер, для которого эта роль стала предпоследней. За роль Джокера Леджер получил премию Оскар за лучшую мужскую роль второго плана, признание критиков и зрителей и стал первым человеком, получившим Оскар за супергеройский фильм.

### «Тёмный рыцарь: Возрождение легенды»
В 2012 году вышел заключительный фильм трилогии Кристофера Нолана о Бэтмене. Роль главного злодея фильма Бэйна исполнил Том Харди.

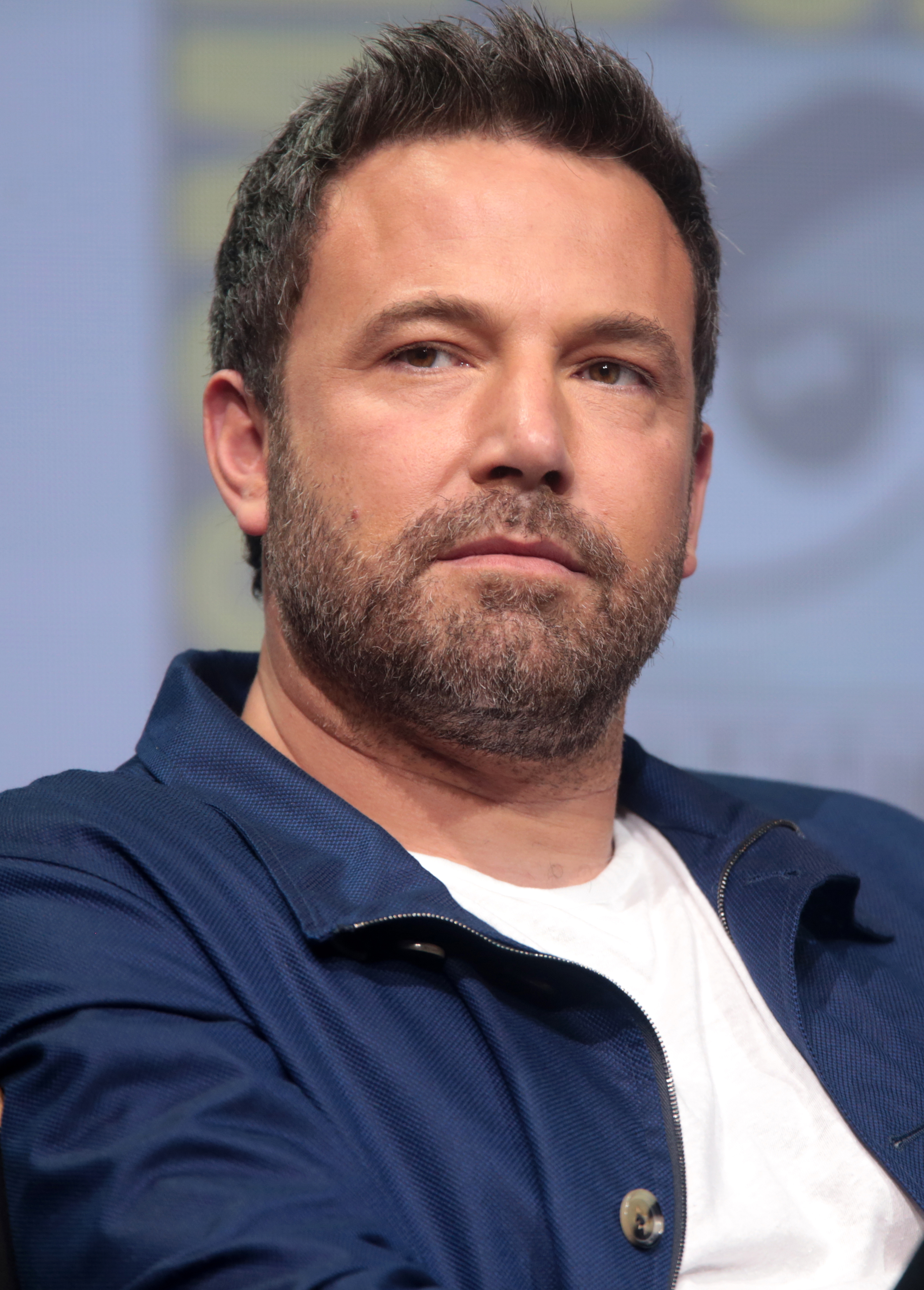
Зак Снайдер почувствовал, что кастинг относительно старшего Бэтмена (Бена Аффлека) было бы многослойным сопоставлением с молодым Суперменом

## Расширенная Вселенная DС

### «Бэтмен против Супермена: На заре справедливости»
20 июля 2013 года на Комик-Коне режиссёр Зак Снайдер объявил, что сиквел «Человека из стали» будет летом в 2015 году, и в нём кроме Супермена появится также и Бэтмен. Во время презентации зрители услышали из уст актёра Гарри Ленникса фразу из графической новеллы Фрэнка Миллера «The Dark Knight Returns»: «Я хочу, чтобы ты запомнил, Кларк, навсегда, чтобы ты помнил это в самые важные моменты своей жизни. Я хочу, чтобы ты помнил эту руку на своём горле, чтобы ты помнил человека, который одолел тебя». В самом комиксе эти слова произнёс Бэтмен.
Сайт ign.com сообщил, что компании Warner Bros. принадлежат сайты SupermanVsBatman.com, BatmanVsSuperman.com и BatmanVsSupermanMovie.com. Это давало основания предполагать, что сиквел «Человека из стали» будет называться «Бэтмен против Супермена».
Так как Кристиан Бейл отказался возвращаться вновь к роли Бэтмена, компания Warner Bros в августе 2013 года нашла нового исполнителя на эту роль, которым стал актёр Бен Аффлек.
Премьера фильма состоялась 25 марта 2016. Отзывы критиков были в основном негативные, но игра Аффлека, вопреки первоначальному скептицизму, была воспринята высоко.

### «Отряд самоубийц» (2016)
Боевик режиссёра Дэвида Эйра. Премьера была назначена на 5 августа 2016 года. Сольный фильм рассказывающий о команде суперзлодеев отряде самоубийц. Бэтмен в итоге - лишь камео в исполнении Бена Аффлека.

### «Лига справедливости» (2017)
В этом фильме-кроссовере Джосса Уидона он - один из главных героев, Бен Аффлек снова вернулся к роли.

## Вне Расширенной Вселенной DС

### «Джокер» (2019)
Данте Перейра-Олсон появляется в роли Брюса Уэйна в фильме «Джокер» 2019 года, режиссёром которого является Тодд Филлипс. Действие фильма происходит в 1980-х годах, когда неудавшийся комик по имени Артур Флек начинает жить преступной жизнью и сеет хаос в Готэм-сити.

### Трилогия Мэтта Ривза (с 2022)

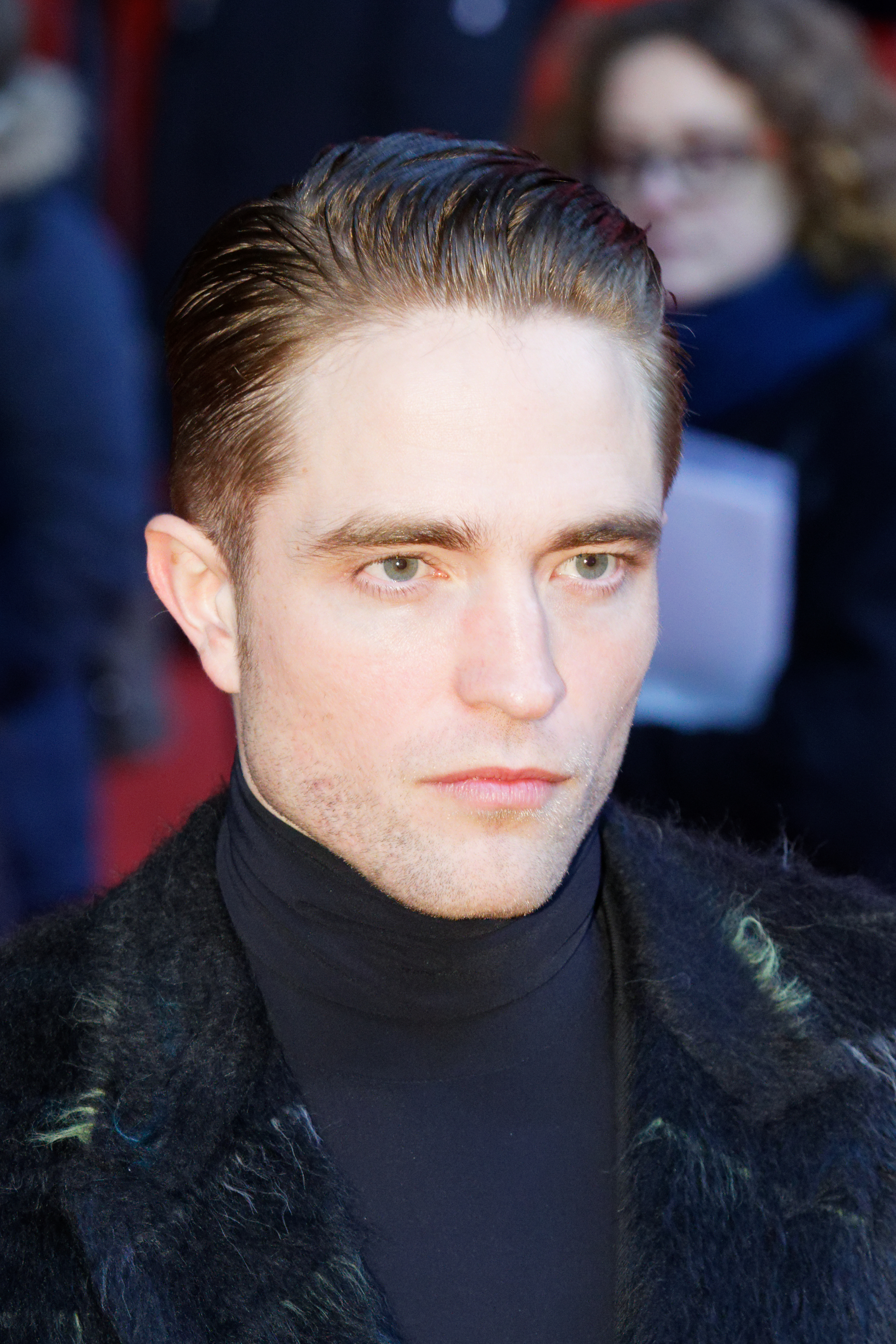
Роберт Паттинсон сыграл главную роль в «Бэтмене» 2022 года режиссёра Мэтта Ривза.

Новый сольный фильм "Бэтмен" с Робертом Паттинсоном в главной роли
Изначально планировался как часть Расширенной вселенной DC, но фильм стал автономным от предыдущих картин по комиксам DC, и перезапуском. 
Планировалось, что Аффлек одновременно выступит режиссёром, продюсером и исполнителем главной роли. Однако 31 января 2017 года, ввиду разногласий Аффлек покинул проект. В 2019 году на главную роль был утверждён Роберт Паттинсон. Фильм вышел в прокат в США 4 марта 2022 года.
Второй фильм, получивший название «Бэтмен. Часть 2», выйдет в прокат США 2 октября 2026 года. Триквел находится в разработке.

## Анимационные фильмы

### Анимационная вселенная DC
- «Бэтмен: Маска Фантазма», 1993 год, на основе мультсериала «Бэтмен» 1992—1995 годов.
- «Бэтмен и Мистер Фриз», 1998 год, на основе мультсериала «Бэтмен» 1992—1995 годов.
- «Бэтмен будущего: Возвращение Джокера», 2000 год, на основе мультсериала «Бэтмен будущего».
- «Бэтмен: Тайна Бэтвумен», 2003 год, на основе мультсериала «Новые приключения Бэтмена».

### Бэтмен
- «Бэтмен против Дракулы», 2005 год, на основе мультсериала Бэтмен 2004 года.

### Оригинальные анимационные фильмы вселенной DC
Серия анимационных фильмов по мотивам комиксов DC Comics, выпущенных сразу на видеоносителях, такими компаниями как Warner Premiere, Warner Bros. Animation и DC Comics. В большинстве из них участвует Бэтмен, в десяти — как главный герой, в восьми — как член Лиги Справедливости и в одном — как второстепенный герой. Во всех мультфильмах, кроме дилогии «Супермен/Бэтмен», и мультфильмах, основанных на комиксах New 52, сюжеты происходят в разных вселенных.
- «Лига Справедливости: Новый барьер» — 2008 год, на основе комикса DC: The New Frontier
- «Бэтмен: Рыцарь Готэма» — 2008 год, шесть короткометражных фильмов по мотивам фильмов «Бэтмен: Начало» и «Тёмный рыцарь».
- «Супермен/Бэтмен: Враги общества» — 2009 год, на основе комикса «Супермен/Бэтмен».
- «Лига Справедливости: Кризис двух миров» — 2010 год, на основе комикса JLA: Earth 2.
- «Бэтмен: Под красным колпаком» — 2010 год, на основе комикса Batman: Under Hood.
- «Супермен/Бэтмен: Апокалипсис» — 2010 год, на основе комикса «Супермен/Бэтмен».
- «Бэтмен: Год первый» — 2011 год, на основе одноимённого графического романа.
- «Лига Справедливости: Война» — 2014 год, Основан на комиксах «DC „New 52 Justice League: Origin“».(Несмотря на год выпуска это приквел "Лига справедливости:Гибель", история о Киборге)
- «Бэтмен: Возвращение Тёмного рыцаря» — первая часть 2012 год, вторая — 2013 год, на основе одноимённого графического романа.
- «Лига Справедливости: Парадокс источника конфликта» — 2013 год, основан на сюжетной линии «Flashpoint» Джеффа Джонса и Энди Куберта.
- «Лига Справедливости: Гибель» — 2012 год, на основе комикса JLA: The Tower of Babel.
- «Сын Бэтмена» — 2014 год, на основе комикса Batman and Son.
- «Бэтмен: Нападение на Аркхэм» — 2014 год, на основе компьютерной игры Batman: Arkham Asylum.
- «Лига Справедливости: Трон Атлантиды» — 2015 год, основан на истории Аквамена из The New 52.
- «Бэтмен против Робина» — 2015 год, Частично на основе кроссовер-истории, «The New 52 Batman: Суд Сов».
- «Лига Справедливости: Боги и монстры» — 2015 год,
- «Бэтмен: Дурная кровь» — 2016 год,
- «Лига Справедливости против Юных Титанов» — 2016 год,
- «Бэтмен: Убийственная шутка» — 2016 год, на основе одноимённого графического романа «Бэтмен: Убийственная шутка »
- «Тёмная Лига Справедливости» — 2017 год
- «Бэтмен и Харли Квинн» — 2017 год
- «Бэтмен: Готэм в газовом свете» — 2018 год, на основе одноимённого комикса.
- «Смерть Супермена» — 2018 год
- «Бэтмен против Черепашек-ниндзя» — 2019 год
- «Бэтмен: Тихо!» — 2019 год

### Бэтмен: Мультсериалы
- Час Бэтмена и Супермена — 1968—1969, 18 эпизодов.
- Приключения Бэтмена — 1968—1969, 34 эпизода.
- Скуби-Ду встречает Бэтмена — 1972, 2 эпизода.
- Супер друзья — 1973—1986, 109 эпизодов.
- Новые приключения Бэтмена — 1977, 16 эпизодов.
- Час приключений Бэтмена и Тарзана — 1977—1978, 33 эпизода.
- Бэтмен (мультсериал, 1992) — 1992—1995, 85 эпизодов.
- Новые приключения Бэтмена — 1997—1998, 24 эпизода.
- Бэтмен будущего — 1998—2000, 52 эпизода.
- Лига Справедливости (мультсериал) — 2001—2006, 91 эпизод.
- Бэтмен (мультсериал, 2004) — 2004—2008, 65 серий.
- Бэтмен: Чёрное и белое — 2008—2009, 10 эпизодов.
- Бэтмен: Отважный и смелый — 2008—2011, 65 эпизодов.
- Юная Лига Справедливости — 2010—2013, 46 эпизодов.
- Берегитесь: Бэтмена — 2013—2014, 26 эпизодов.
- Лига справедливости: Хроники Богов и монстров — 2015-
- Бэтмен: Крестоносец в плаще—2024

### Безграничный Бэтмен (основан из линии игрушек)
- Безграничный Бэтмен: Животные инстинкты
- Безграничный Бэтмен: Нашествие монстров
- Безграничный Бэтмен: Роботы против мутантов

### Бэтмен: Лего-версии
- LEGO Бэтмен: Супер-герои DC объединяются — 2013 год, основан на игре LEGO Batman 2: DC Super Heroes
- Лего. Фильм — 2014 год, вышел в кинотеатрах; с участием нескольких героев DC версии Лего
- LEGO Бэтмен: В осаде — 2014 год
- LEGO Супергерои DC: Лига Справедливости против Лиги Бизарро — 2015 год
- LEGO Супергерои DC: Лига Справедливости — Атака Легиона Гибели! — 2015 год
- LEGO Супергерои DC: Лига Справедливости – Космическая битва — 2016 год
- LEGO Супергерои DC: Лига справедливости – Прорыв Готэм-сити — 2016 год
- Лего Фильм: Бэтмен — 2017 год, спин-офф «Лего. Фильма»
- LEGO Супергерои DC: Флэш — 2018 год

## Отменённые фильмы

### Спин-офф «Робин» (Robin)
Изначально планировался спин-офф о Робине с Крисом О’Доннеллом в главной роли, но после беспощадной критики сиквела проект был немедленно заморожен.

### «Бэтмен: Триумфатор» (Batman: Triumphant)
Во время съёмок «Бэтмена и Робина» Warner Bros был впечатлён ежедневными газетами, которые побудили их немедленно нанять Джоэла Шумахера, чтобы повторить свои обязанности по режиссуре третьего фильма. Однако писатель Акива Голдсман, который работал над «Бэтмен навсегда» и «Бэтмен и Робин», отказался писать сценарий к пятому фильму. В конце 1996 года Warner Bros. и Schumacher наняли Марка Протосевича, чтобы он написал сценарий для «Бэтмен: Триумфатор». Позже была анонсирована дата выхода фильма в середине 1999 года.
Названный сценарий «Бэтмен: Раскованные», но часто неправильно называемый «Бэтмен: Триумфатор», имел Пугало, Харли Квинн и Безумного Шляпника, также должен был появиться Джокер в исполнении Джека Николсона, которого Бэтмен должен был увидеть после того, как вдохнул отравляющий газ Пугала. Харли Квинн в этом фильме должна была быть дочерью Джокера, которую должна была сыграть Мадонна, а Пугало должен был сыграть Николас Кейдж, Шляпника мог сыграть Роуэн Аткинсон. Однако, когда «Бэтмен и Робин» получил отрицательные отзывы и не смог окупиться в прокате, Warner Bros. не были уверены в своих планах насчёт «Триумфатора». Студия решила, что лучше всего подумать о фильме «Бэтмен будущего» с событиями в реальном времени и об адаптации комикса Фрэнка Миллера «Бэтмен: Год первый».

### «Бэтмен: Тёмный Рыцарь» (Batman: Dark Knight)
Несмотря на интерес Warner Bros. и Schumacher к «Году первому», Ли Шапиро и Стивен Уайз принялись к написанию сценария под названием «Бэтмен: Тёмный Рыцарь» в середине 1998 года. Новый фильм под названием «Бэтмен: Тёмный рыцарь» должен был выйти в 2000 году. По сюжету Брюс Уэйн решал закончить с жизнью супергероя Бэтмена. Дик Грейсон, также известный как Робин, учился в университете, где познакомился с доктором Джонатаном Крейном, который разрабатывал специальный газ страха (этот элемент позже появится в «Бэтмен: Начало»). В результате экспериментов над Кирком Лангстромом он создал из своего коллеги человекоподобную летучую мышь. Жители города ошибочно приняли его за Бэтмена. Узнав об этом, Брюс Уэйн снова надел костюм Бэтмена и вступил в бой с монстром. Сам Кирк пытается бороться со своим синдромом «Человека-летучей-мыши», поскольку он жаждет воссоединиться с женой и отомстить Крейну, в то время как Крейн мешает тем, кто несёт ответственность за его увольнение из Архама и университета, когда он встречает истины о своём прошлом. Warner Bros. решил не продвигаться вперёд с проектом «Бэтмен: Тёмный Рыцарь» в пользу «Бэтмен: Год первый» и «Бэтмен будущего».

### «Бэтмен: Год первый» (Batman: Year One)
Фильм под названием «Бэтмен: Год первый», основанный на одноимённом комиксе Фрэнка Миллера 1987 года, должен был выйти в 2000 году. Несмотря на интерес Шумахера, Даррен Аронофски был нанят для прямого и совместного с самим Миллером написания сценария. Фильм должен был стать приквелом фильма «Бэтмен» 1989 года, сюжет которого рассказывал бы о путешествиях Брюса Уэйна по миру до того, как он вернулся в Готэм и стал Бэтменом.

### «Бэтмен будущего» (Batman Beyond)
К сентябрю 2000 года Warner Bros. на волне успеха одноимённого мультсериала «Бэтмен будущего», наняла его создателей Пола Дини и Алана Барнетта для написания сценария полнометражной версии. Якин разработал один черновик сценария для фильма «Бэтмен будущего» с писателями, но вскоре потерял интерес и Warner Bros. сразу же отвергли данный фильм. Руководство студии посчитало, что имеет уже более чем достаточное количества сценариев для нового фильма про Бэтмена. К тому же в разработке находился «Год первый», который, как казалось на тот момент, должен был стать тем самым обещанным перезапуском всей франшизы.

### «Бэтмен: Устрашение» (Batman: The Fear)
Пока шла работа над «Годом первым», по СМИ гуляли самые невероятные слухи насчёт нового фильма. На роль Бэтмена назывались все возможные и невозможные кандидаты, начиная от Киану Ривза и заканчивая Беном Аффлеком, основным выбором студии на роль Джима Гордона считался Аарон Экхарт, на пост режиссёра Warner предпочла тогда ещё братьев Вачовски (которые, по слухам, были совсем не против снять фильм в стиле «Матрицы»), и, разумеется, в очередной раз муссировалась тема камео Джокера. Сам же Николсон раздавал откровенно издевательские интервью, обещая вернуться. Дошло до того, что два популярных интернет-портала (Dark Horizons и Coming Attractions) договорились о бойкоте всех новостей о будущем фильме.
В такой атмосфере на свет и появился 100-страничный сценарий Рафаэля Иглесиаса и Терри Хэйса (у которых уже был опыт киноадаптации комикса «Из ада») «Бэтмен: Устрашение», который после закрытия «Года первого» некоторое время рассматривался в качестве основного кандидата на экранизацию. Даже после того, как в проект пришёл Кристофер Нолан, ряд ресурсов ошибочно сообщал, что он будет снимать фильм именно на основе «Устрашения».

### «Бэтмен против Супермена» (Batman vs. Superman)
Впервые планы об общем фильме Бэтмена и Супермена появились летом 2001 года, когда Эндрю
Кевин Уокер был нанят компанией Warner Bros для написания сценария. Позднее Акиве Голдсману было поручено переписать сценарий Уокера.
Бэтмена должен был сыграть Кристиан Бейл, Супермена — Джош Хартнетт (Josh Hartnett), а режиссёром должен был стать Вольфганг Петерсен. Съёмки картины были назначены на начало 2003 года и должны были завершиться через полгода. Дата релиза была назначена на лето 2004 года. Но фильм был отменён, чтобы студия смогла сосредоточиться на отдельных фильмах о супергероях, которыми стали «Бэтмен: Начало» и «Возвращение Супермена». Петерсен выразил надежду снять фильм позднее с Кристианом Бейлом в роли Бэтмена.
В первой сцене фильма «Я — легенда», сценаристом которого был Акива Голдсман, был показан неиспользованный постер фильма — символ Супермена внутри эмблемы Бэтмена.